# Portal Badań Estońskich
Portal Badań Estońskich (est. Eesti Teadusportaal, ETIS; ang. Estonian Research Portal) – system informacyjny utworzony przez Estońskie Ministerstwo Szkolnictwa i Nauki, którego zadaniem jest ułatwienie szybkiego dostępu do aktualnych i kompleksowych informacji o nauce estońskiej w różnych jej dziedzinach. Na portalu można zasięgnąć informacji dotyczących instytutów i projektów naukowo-badawczych oraz estońskich badaczy i ich publikacji. System zawiera kilka działów i baz danych, m.in.: aktualności naukowe, forum, polityka badań naukowych i rozwoju, współpraca międzynarodowa i itd.
Portal ma dwie wersje językowe. Wszystkie zasoby udostępniane są zarówno w języku estońskim, jak i w języku angielskim.